# سابينوبوليس
سابينوبوليس بلدية في ولاية ميناس جيرايس في المنطقة الجنوبية الشرقية من البرازيل.